# Haggard
Haggard: The Movie är en amerikansk film från 2003 i regi av Bam Margera.

## Handling
Haggard handlar om Ryan Dunn (spelad av Ryan Dunn), en miserabel kille som är besatt av sin ex-flickvän Glauren (Jennifer Rivell) trots att de gjort slut. Det ryktas om att Glauren har hittat en ny pojkvän, en hårdrockare kallad Hellboy (Rake Yohn). Ryan står inte ut med tanken av de två tillsammans, så han anställer sina vänner Valo (Bam Margera) och Falcone (Brandon Dicamillo) för att ta reda på sanningen. De två gör allt för att få fram bevis. Till och med genom att bryta sig in i Glaurens hus och läsa hennes dagbok.

## Om filmen
Haggard är den första spelfilmen av CKY-gänget som skapat de framgångsrika skateboard och stuntfilmerna CKY, CKY2K, CKY 3 och CKY 4: Latest & Greatest som var början till Jackass. Bam Margera står som regissör och medverkar gör andra skateboardproffs som Tony Hawk och Bucky Lasek.

## Rollista
- Bam Margera - Valo
- Brandon Dicamillo - Falcone m.fl.
- Ryan Dunn - Sig själv
- Chris Raab - Raab Himself
- David Decurtis- Naked Dave
- Brandon Novak - Dooly
- Rake Yohn - Hellboy
- Tony Hawk - Polis
- Jennifer Rivell - Glauren
- Jess Margera- Spelar Tetris
- Phil Margera- Killen med vattenmelonen
- Don Vito - Sig själv